# 立川市立幸小学校
立川市立幸小学校(たちかわしりつさいわいしょうがっこう)は、東京都立川市幸町5丁目にある公立小学校。略称は「幸小」。

## 概要
1971年（昭和46年）4月開校。玉川上水沿いに位置し自然豊かな環境にある。本校のマスコットキャラクターは「ハッピー君」。
児童、教師、保護者のそれぞれに対して教育への方針を具体化、箇条書きにした「スタンダード」を励行し子ども、教育現場、家庭が一丸となるような教育方針を打ち出している。

### 教育目標
校歌の歌詞に基づいた教育指針を持つ。
- 「自分で考え行う子ども」
- 「ねばり強くやりぬく子ども」
- 「なかよく力を合わせる子ども」
- 「心と体をきたえる子ども」

## 沿革
- 1971年（昭和46年）[1]
  - 4月1日 - 開校
  - 10月 - 開校記念日10月27日と制定される。本校地番の変更[要出典]。
- 1973年（昭和48年）8月 - 校旗・校歌（作詞：谷川俊太郎、作曲：林光）制定
- 1980年（昭和55年）10月 - 創立10周年記念式典
- 1984年（昭和59年）10月 - PTA創立総会
- 1990年（平成2年）10月 - 創立20周年記念式典前夜祭
- 1991年（平成3年）10月 - 創立20周年記念式典
- 2000年（平成12年）11月 - 創立30周年記念式典
- 2002年（平成14年）4月 - 週5日制開始

## 通学区域
- 幸町4 - 6丁目[2]

## 校区内の主な施設
- 立川市立立川第四中学校（進学先中学校[2]）
- あおば保育園
- たかのみち保育園
- 川越道緑地古民家園